# 1er juillet
Pour les articles homonymes, voir Premier-Juillet.
1er juin 1er août
Chronologies thématiques
- Croisades
- Ferroviaires
- Sports
- Disney
- Anarchisme
- Catholicisme

Abréviations / Voir aussi
- (° 1852) = né en 1852
- († 1885) = mort en 1885
- a.s. = calendrier julien
- n.s. = calendrier grégorien
- Calendrier
- Calendrier perpétuel
- Liste de calendriers
- Naissances du jour

Le 1er juillet est le 182e jour, moins souvent le 183e, de l'année du calendrier grégorien ; il en reste ensuite 183, dans les deux cas.
Ses équivalents :
- est pour l'un généralement le 13 messidor du calendrier républicain ou révolutionnaire français, officiellement dénommé jour du girofle.
- tombe pour l'autre toujours un dimanche du calendrier universel, dans lequel lors des années bissextiles il est alors précédé d'un premier dimanche 31 juin également premier jour "intercalaire" de l'année (avant le second intercalé qui suit le 30 décembre).

## Événements

### Xesiècle
- 987 : Hugues Capet est élu roi des Francs par les princes du royaume, ses sacre et couronnement vont suivre deux jours après seulement.

### XIesiècle
- 1097 : bataille de Dorylée. Victoire des croisés sur les Turcs seldjoukides de Kılıç Arslan.

### XVesiècle
- 1431 : victoire d'Álvaro de Luna pour le royaume de Castille, sur Mohammed IX al-Aysar pour le royaume de Grenade, à la bataille de La Higueruela.

### XVIesiècle
- 1569 : signature de l'union de Lublin, formant la république des Deux Nations.

### XVIIesiècle
- 1618 : couronnement de Ferdinand II, roi de Hongrie.

### XVIIIesiècle
- 1758 : bataille du Cran, victoire britannique sur les Acadiens.

### XIXesiècle
- 1810 : incendie de l'ambassade d'Autriche à Paris
- 1815 : bataille de Rocquencourt, défaite des Prussiens face aux Français.
- 1862 : fin de la bataille des Sept Jours, défaite des nordistes face au sudistes.
- 1863 : début de la bataille de Gettysburg. Cette bataille, qui se termine le 3 juillet, est un tournant majeur de la guerre de Sécession (défaite des sudistes).
- 1867 :
  - création du dominion du Canada, à la suite de l'Acte de l'Amérique du Nord britannique.
  - abolition de l'esclavage aux Antilles néerlandaises.

### XXesiècle
- 1911 : coup d'Agadir.
- 1916 : début de la bataille de la Somme (et voir célébration canadienne infra in fine à Terre-Neuve-et-Labrador).
- 1921 : fondation du Parti communiste chinois.
- 1962 :
  - indépendance du Burundi et du Rwanda.
  - Modibo Keïta retire de facto le Mali de la zone franc, en créant le franc malien.
- 1991 : dissolution du Pacte de Varsovie.
- 1997 : Hong Kong devient une région administrative spéciale chinoise.

### XXIesiècle
- 2002 : création de la Cour pénale internationale, selon le statut de Rome.
- 2011 : mariage civil et religieux d'Albert II de Monaco et de Charlène Wittstock.
- 2013 : entrée de la Croatie dans l'Union européenne, après une procédure d'adhésion qui aura duré dix ans.
- 2015 : les États-Unis et Cuba rétablissent officiellement des relations diplomatiques.
- 2017 : cérémonie européenne à Strasbourg en hommage à l'ex-chancelier fédéral allemand Helmut Kohl qui vient de trépasser.
- 2018 :
  - Andrés Manuel López Obrador remporte l'élection présidentielle du Mexique avec 53 % des voix.
  - Les cercueils de Simone Veil et de son époux Antoine Veil entrent au Panthéon à Paris lors d'une cérémonie présidée par le chef de l'État Emmanuel Macron.
- 2019 : le Parlement hong-kongais est envahi par des opposants à la mainmise de Pékin sur leur enclave démocratique faisant exception sur le sol chinois continental.
- 2020 : des suffrages valident par référendum plébiscite plusieurs amendements voulus par le président Vladimir Poutine à la Constitution de la Russie[1].

## Arts, culture et religion
- 1523 : Henri Voes et Jean Van Eschen sont brûlés à Bruxelles pour leur luthéranisme.
- 1930 : première à Dresde (Allemagne) de l'opéra Arabella de Richard Strauss.
- 1988 : l'archevêque français Marcel Lefebvre est excommunié par l'Église catholique (voir aussi 29 ou 30 juin).

## Sciences et techniques
- 1908 : entrée en vigueur du SOS.
- 2025 : découverte de 3I/ATLAS (photo), le troisième objet interstellaire connu[2].

## Économie et société
- 1901 : promulgation d'une loi relative au contrat d'association souvent connue comme loi de 1901.
- 1903 : lancement de la première édition du Tour de France.
- 1965 : rencontre du 3e type de Valensole.
- 2016 :
  - attentat meurtrier à Dacca au Bangladesh.
  - Le Conseil fédéral suisse permet dorénavant aux radios locales de percevoir davantage de moyens financiers de la part de l'État[3].
- 2019 : un incendie à bord du sous-marin nucléaire russe Locharik provoque la mort de 14 marins, dont sept capitaines[4].
- 2020 : un massacre dans un centre de désintoxication à Irapuato au Mexique y provoque 28 morts et 3 blessés[5].
- 2022 : entrée en vigueur en Suisse du Mariage pour tous[6].
- 2023 : l'Espagne prend la présidence tournante du Conseil de l'Union européenne[7].

- 2024 : 
  - la Hongrie prend la présidence du Conseil de l'Union européenne pour six mois[8].
  - Finalisation de l'opération de fusion entre Crédit Suisse et UBS. Crédit Suisse, jadis l'une des plus grandes banques du monde, disparaît officiellement[9].
- 2025 : le Danemark prend la présidence tournante (logo) du Conseil de l'Union européenne[10].

## Naissances

### XVIIesiècle
- 1600 : Georges Gobat, prêtre jésuite suisse, théologien et écrivain († 23 mars 1679).
- 1646 : Gottfried Wilhelm Leibniz, mathématicien et philosophe allemand († 14 novembre 1716).

### XVIIIesiècle
- 1725 : Jean-Baptiste Donatien de Vimeur de Rochambeau, militaire français gradé in fine maréchal de France († 10 mai 1807).
- 1770 : Jean-François Graindorge, militaire français († 1er octobre 1810).
- 1776 : Sophie Gay, compositrice, écrivaine et salonnière française († 5 mars 1852)
- 1783 : Jacques-Laurent Favrat de Bellevaux, baron et homme politique savoyard († 15 juillet 1860).

### XIXesiècle
- 1804 : George Sand, femme de lettres française († 8 juin 1876).
- 1818 : Ignace Philippe Semmelweis, médecin obstétricien hongrois († 13 août 1865).
- 1870 : Léonard Misonne, photographe belge († 14 septembre 1943).
- 1872 : Louis Blériot, constructeur d'avions et pilote français († 2 août 1936).
- 1873 : Alice Guy, réalisatrice, scénariste et productrice de cinéma française (†  24 mars 1968).
- 1879 : Léon Jouhaux, syndicaliste français († 28 avril 1954).
- 1884 : René Caudron, industriel aéronautique français († 27 septembre 1959).
- 1892 :
  - James M. Cain, écrivain américain († 27 octobre 1977).
  - Jean Lurçat, peintre et décorateur français académicien ès beaux-arts († 6 janvier 1966).
- 1899 :
  - Thomas Andrew Dorsey, compositeur, pianiste et chanteur de gospel américain († 23 janvier 1993).
  - Charles Laughton, homme de théâtre et de cinéma britannique († 15 décembre 1962).

### XXesiècle
- 1902 : William Wyler, réalisateur et producteur américain de naissance alsacienne († 27 juillet 1981).
- 1903 : Amy Johnson, aviatrice britannique († 5 janvier 1941).
- 1906 : Jean Dieudonné, mathématicien français académicien ès sciences († 29 novembre 1992).
- 1908 : Estée Lauder, pionnière américaine de l’industrie des cosmétiques († 24 avril 2004).
- 1910 : Glenn Hardin, athlète américain, champion olympique sur 400 m haies († 6 mars 1975).
- 1913 : Anthony Adrian Allen, entomologiste britannique († 23 juin 2010).
- 1915 : Willie Dixon, musicien et compositeur de blues américain († 29 janvier 1992).
- 1916 : Olivia de Havilland, actrice américaine hollywoodienne devenue française puis centenaire († 26 juillet 2020).
- 1920 :
  - Henri Amouroux, historien et journaliste français académicien ès sciences morales et politiques († 5 août 2007).
  - Félix Castan, écrivain français d'expression occitane († 22 janvier 2001).
  - Jean-Marie Fortier, évêque catholique québécois († 31 octobre 2002).
  - Harold Sakata, haltérophile, catcheur et acteur américain († 29 juillet 1982).
- 1921 : Seretse Khama, homme d'État botswanais, premier président du pays commémoré infra († 13 juillet 1980).
- 1923 : Constance Ford, actrice américaine († 26 février 1993).
- 1924 : Georges Rivière, acteur français.
- 1925 :
  - Mohamed Bensaid Aït Idder, homme politique marocain.
  - Farley Granger, acteur américain († 27 mars 2011).
  - Ai Kidosaki, auteur et chef japonais († 13 février 2020).
- 1926 : François-Régis Bastide, écrivain français († 17 avril 1996).
- 1927 : Maurice Carrier, historien québécois.
- 1928 : Bobby Day, chanteur américain († 15 juillet 1990).
- 1929 : Chadli Bendjedid (en arabe : شاذلي بن جديد), militaire et homme d'État algérien, président de la République de 1979 à 1992 († 6 octobre 2012).
- 1930 :
  - Abou El Kacem Saâdallah, homme de lettres et historien algérien († 14 décembre 2013).
  - Edmond Lay, architecte français († 2 novembre 2019).
- 1931 :
  - Leslie Caron, actrice franco-américaine.
  - Claude Gingras, journaliste et critique musical québécois († 30 décembre 2018).
  - Ștefan Petrescu, tireur sportif roumain, champion olympique († 1993).
- 1934 :
  - Claude Berri, cinéaste français († 12 janvier 2009).
  - René Victor Pilhes, écrivain français († 6 février 2021).
  - Sydney Pollack, réalisateur américain de cinéma († 26 mai 2008).
- 1935 : David Prowse, culturiste et acteur britannique (Dark Vador, au cinéma) († 28 novembre 2020).
- 1939 : Karen Black, actrice américaine († 8 août 2013).
- 1940 : Sophie Darel, actrice, chanteuse et présentatrice française de télévision.
- 1941 : Rod Gilbert, joueur de hockey sur glace québécois.
- 1942 :
  - Ezzat Ibrahim Al-Duri, haute autorité politique irakienne sous le régime de Saddam Hussein.
  - Geneviève Bujold, actrice canadienne.
  - Andraé Crouch, chanteur américain († 8 janvier 2015).
- 1943 : François Dompierre, chef d'orchestre, compositeur et animateur québécois.
- 1944 :
  - Pablo Abraira chanteur espagnol.
  - Okoth Ogendo avocat et professeur en droit kényan († 24 avril 2009).
- 1945 : Deborah Harry dite souvent Debbie Harry, chanteuse américaine du groupe Blondie.
- 1949 : Denis Johnson, écrivain américain († 24 mai 2017).
- 1951 : 
  - Fred Schneider, musicien et chanteur américain du groupe The B-52's.
  - Imre Gedővári, escrimeur hongrois, champion olympique († 22 mai 2014).
- 1952 :
  - Dan Aykroyd, acteur canadien.
  - Steve Shutt, joueur de hockey sur glace canadien.
- 1953 :
  - Lawrence Gonzi, homme d'État maltais.
  - Feng Zhenghu, économiste et défenseur des droits de l'homme chinois.
- 1955 :
  - Nikolaï Demidenko, musicien russe.
  - Christian Estrosi, ancien sportif olympique ou professionnel, homme politique français, ministre, maire de Nice depuis 2008, ancien président de la région Provence-Alpes-Côte d'Azur vers 2015.
- 1956 : 
  - François Auque, homme d'affaires français.
  - Hannes Germann, homme politique suisse.
  - Matthew Jacobs, scénariste, réalisateur, producteur et acteur américain.
  - Edwin Le Héron, économiste français.
  - Koli Rakoroi, rugbyman fidjien.
  - Alan Ruck, acteur américain.
  - Brian Sabean, dirigeant de baseball américain.
  - Fred Williams, hockeyeur sur glace canadien.
- 1957 : 
  - Roland Becker, musicien sonneur de bombarde, saxophoniste, compositeur-arrangeur et chercheur, conférencier et auteur breton francophone.
  - Pierre Laurent, journaliste et homme politique français, ancien secrétaire général du parti communiste français.
- 1960 : Mikael Håfström, cinéaste suédois.
- 1961 :
  - Kalpana Chawla, astronaute américaine († 1er février 2003).
  - Carl Lewis, athlète américain.
  - Fredy Schmidtke, coureur cycliste sur piste allemand, champion olympique († 1er décembre 2017).
  - Diana Spencer dite souvent Lady Di, princesse de Galles († 31 août 1997).
- 1962 : Andre Braugher, acteur américain.
- 1963 : Edward Tsang Lu, physicien et astronaute américain.
- 1964 : Bernard Laporte, joueur et entraîneur de rugby français un temps ministre des sports.
- 1966 : 
  - Stéphan Caron, nageur français.
  - Zita-Eva Funkenhauser, fleurettiste allemande, double championne olympique.
- 1967 : Pamela Anderson, actrice canadienne animaliste.
- 1968 : Jordi Mollà, acteur et réalisateur espagnol.
- 1972 : Claire Forlani, actrice anglaise.
- 1973 : Suhail Mohammed Faraj Al Mazrouei, homme d'affaires et homme politique émirati.
- 1974 : 
  - Monsieur Fraize, humoriste français.
  - Jefferson Pérez, athlète équatorien spécialiste de la marche sportive, champion olympique.
- 1975 : Sufjan Stevens, auteur-compositeur-interprète américain.
- 1976 :
  - Mohammed Azaay, acteur néerlandais d'origine marocaine.
  - Patrick Kluivert, footballeur néerlandais.
  - Ruud van Nistelrooy, footballeur néerlandais.
  - Szymon Ziółkowski, athlète polonais, champion olympique du lancer du marteau.
- 1977 :
  - Tristan Harvey, comédien québécois.
  - Jarome Iginla, hockeyeur canadien.
  - Liv Tyler (Liv Rundgren dite), actrice américaine.
- 1978 : Shaun Sowerby, joueur de rugby sud-africain.
- 1979 : Forrest Griffin, professionnel de combat libre.
- 1980 : Boris Roatta, acteur français, spécialisé dans le doublage vocal. Il a notamment doublé Macaulay Culkin († 25 août 1994).
- 1982 : Hilarie Burton, actrice américaine.
- 1985 :
  - Chris Perez, lanceur de baseball américain.
  - Léa Seydoux, actrice et égérie française glamour de marque(s) de luxe.
- 1988 : 
  - Evan Ellingson, acteur américain.
  - Sofiane Milous, judoka français.
- 1989 :
  - Mitch Hewer, acteur britannique.
  - Hannah Murray, actrice anglaise.
  - Daniel Ricciardo, pilote automobile australien.
- 1990 : James Ennis, basketteur américain.
- 1991 :
  - Kev Adams (Kevin Smadja dit), humoriste et acteur français.
  - Mike Muscala, basketteur américain.
- 1992 : Mia Malkova, actrice américaine de films pornographiques.
- 1995 :
  - Lucas Chatonnier, régatier français.
  - Lee Tae-yong, danseur, chanteur.
- 1996 : Axel Merryl Sofonnou, comédien et vidéaste béninois.

## Décès

### XIIIesiècle
- 1277 : Baybars (بيبرس  en arabe et par convention), 4e sultan mamelouk d'Égypte et de Syrie issu d'une dynastie d'origine turque de 1260 à sa mort, l'un des chefs militaires ayant infligé des défaites à (saint-)Louis IX de France comme à la Perse et à l'empire mongol (° vers 19 juillet 1223 voire 1228).

### XVIesiècle
- 1523 : Henri Voes et Jean Van Eschen, moines, brûlés vifs à Bruxelles (° non précisées, ni l'une ni l'autre).

### XVIIesiècle
- 1614 : Isaac Casaubon, humaniste français (° 18 février 1559).

### XVIIIesiècle
- 1766 : François-Jean Lefebvre de La Barre, noble français (° 12 septembre 1746).
- 1784 : Wilhelm Friedemann Bach, organiste et compositeur allemand (° 22 novembre 1710).

### XIXesiècle
- 1860 : Charles Goodyear, chimiste américain, inventeur du procédé de vulcanisation (° 29 décembre 1800).
- 1876 : Michel Bakounine, philosophe et révolutionnaire russe (° 30 mai 1814).
- 1884 : Allan Pinkerton, détective privé américain d’origine écossaise (° 25 août 1819).
- 1886 : Otto Wilhelm Hermann von Abich, géologue et minéralogiste allemand (° 11 décembre 1806).
- 1896 : Harriet Beecher Stowe, écrivain américain (° 14 juin 1811).

### XXesiècle
- 1905 : Théodore Bahon, professeur et écrivain français (° 4 avril 1834).
- 1925 : Erik Satie, compositeur français (° 17 mai 1866).
- 1934 : Ernst Röhm, militaire allemand (° 28 novembre 1887).
- 1936 : Judith Marquet-Krause, archéologue israélienne (° 1906).
- 1946 : Frederick Koolhoven, pionnier et constructeur aéronautique néerlandais (° 11 janvier 1886).
- 1954 : Thea von Harbou, romancière et scénariste allemande (° 27 décembre 1888).
- 1961 : Louis-Ferdinand Céline, écrivain et médecin français (° 27 mai 1894).
- 1963 : Camille Chautemps, homme d'État français, président du Conseil à plusieurs reprises entre 1930 et 1937 (° 1er février 1885).
- 1964 : Pierre Monteux, chef d’orchestre français naturalisé américain (° 4 avril 1875).
- 1971 : William Lawrence Bragg, savant britannique, prix Nobel de physique en 1915 (° 31 mars 1890).
- 1974 : Juan Perón, militaire et homme politique argentin (° 8 octobre 1895).
- 1981 :
  - Bernard Dimey, poète et parolier français (° 16 juillet 1931).
  - Rushton Moreve (en), bassiste américain du groupe Steppenwolf (° 6 novembre 1948).
- 1983 : Richard Buckminster, architecte, designer, inventeur et écrivain américain (° 12 juillet 1895).
- 1986 : Jean Baratte, footballeur français (° 7 juin 1923).
- 1988 : Hermann Volk, prélat allemand (° 27 décembre 1903).
- 1991 : Michael Landon, acteur américain (° 31 octobre 1936).
- 1992 :
  - Franco Cristaldi, producteur de cinéma italien (° 3 octobre 1924).
  - Marcel Kibler, résistant français, chef des FFI d'Alsace et un des fondateurs de la Septième colonne d'Alsace (Réseau Martial) ainsi que des Groupes mobiles d'Alsace (°11 septembre 1904).
- 1995 : Wolfman Jack (Robert Weston Smith dit), disc jockey américain (° 21 janvier 1938).
- 1996 :
  - Harold Greenberg, homme d'affaires anglo-canadien (° 11 janvier 1930).
  - Margaux Hemingway, actrice et top-modèle américaine (° 16 février 1954).
- 1997 :
  - Annie Fratellini, artiste de cirque française (° 14 novembre 1932).
  - Robert Mitchum, acteur américain (° 6 août 1917).
  - Gerd Wiltfang, cavalier allemand (° 27 avril 1946).
- 1998 :
  - Francis Ambrière, écrivain français (° 27 septembre 1907).
  - Florence Bell, athlète de sprint canadienne (° 2 juin 1910).
  - Stig Järrel, acteur et réalisateur suédois (° 8 février 1910).
  - Errol Parker, jazzman, pianiste, organiste, batteur et compositeur français (° 30 octobre 1925).
  - Lucy Reed, chanteuse de jazz américaine (° 4 avril 1921).
  - André Willequet, sculpteur belge (° 3 janvier 1921).
- 1999 :
  - Dennis Brown, auteur-compositeur-interprète de reggae jamaïcain (° 1er février 1957).
  - Edward Dmytryk, réalisateur américain (° 4 septembre 1908).
  - Jacques Marie, footballeur français (° 12 août 1945).
  - Forrest Edward Mars, Sr., chocolatier et homme d’affaires américain (° 21 mars 1904).
  - Guy Mitchell, chanteur de pop et de rock 'n' roll américain (° 22 février 1927).
  - Ernst Nievergelt, cycliste sur route suisse (° 23 mars 1910).
  - Joshua Nkomo, syndicaliste et homme politique rhodésien puis zimbabwéen (° 9 juin 1917).
  - Sylvia Sidney, actrice américaine (° 8 août 1910).
  - Roman Tmetuchl, homme politique palaosien (° 11 février 1926).
  - William Stephen Whitelaw, homme politique britannique (° 28 juin 1918).
- 2000 :
  - Yvette Labrousse, Miss France 1930, puis Bégum Aga Khan (° 15 février 1906).
  - Walter Matthau, acteur américain (° 1er octobre 1920).

### XXIesiècle
- 2001 : Nikolaï Basov, physicien soviétique, prix Nobel de physique en 1964 (° 14 décembre 1922).
- 2002 : Mikhaïl Krug, poète, chanteur, compositeur, claviériste et guitariste soviétique puis russe (° 7 avril 1962).
- 2003 :
  - John Bissell Carroll, psychologue américain (° 5 juin 1916).
  - Élie Fruchart, footballeur puis entraîneur français (° 8 juillet 1922).
  - Herbie Mann, flutiste de jazz américain (° 16 avril 1930).
  - N!xau (ou G!kau ; nom de naissance : Gcao Coma), fermier bochiman (bushman) du Kalahari, et acteur namibien (Les dieux sont tombés sur la tête, et ses suites) (ou + le 5 juillet, °C. 16 décembre 1944).
- 2004 : Marlon Brando, acteur américain (° 3 avril 1924).
- 2005 :
  - Renaldo Benson (en), chanteur et compositeur américain (° 14 juin 1936).
  - Gus Bodnar, joueur professionnel de hockey sur glace (° 24 avril 1923).
  - Ivan Petkov Kolev, footballeur bulgare (° 1er novembre 1930).
  - Luther Vandross, chanteur américain (° 20 avril 1951).
- 2006 :
  - Irving Green, producteur de musique américain (° 6 février 1916).
  - Ryūtarō Hashimoto, homme d’État japonais, Premier ministre de 1996 à 1998 (° 29 juillet 1937).
  - Louis Jacobs, rabbin britannique (° 17 juillet 1920).
- 2007 : Colleen McCrory, environnementaliste canadienne (° 1949).
- 2009 :
  - Karl Malden, acteur américain (° 22 mars 1912).
  - Jean Yoyotte, égyptologue français, titulaire de la chaire d’égyptologie du Collège de France de 1992 à 2000, directeur d'études à l'École pratique des hautes études (° 4 août 1927).
- 2010 :
  - Francisco Claver, prêtre jésuite philippin (° 20 janvier 1929).
  - Arnold Friberg, Peintre américain (° 21 décembre 1913).
  - Ilene Woods, actrice et chanteuse américaine, voix de Cendrillon (° 5 mai 1929).
- 2014 : Jean Garon, économiste et homme politique québécois (° 6 mai 1938).
- 2016 : 
  - Yves Bonnefoy, poète français (° 24 juin 1923).
  - Marcel Freydefont, scénographe français (° 27 juin 1948).
- 2017 :
  - Ernest Krings, magistrat belge (° 29 septembre 1920).
  - Ayan Sadakov, footballeur bulgare (° 26 septembre 1961).
  - Stephen Tindale, écologiste britannique (° 29 mars 1963).
  - Heathcote Williams, poète, acteur et dramaturge britannique (° 15 novembre 1941).
- 2018 :
  - François Corbier (Alain Roux dit), chanteur et co-animateur de télé français (° 17 octobre 1944).
  - Ayanna Dyette, joueuse de volley-ball trinidadienne (° 10 janvier 1986).
  - Terence Thomas, homme politique et banquier britannique (° 19 octobre 1937).
- 2019 :
  - Ennio Guarnieri, directeur de la photographie et monteur italien (° 12 octobre 1930).
  - António Manuel Botelho Hespanha, historien et juriste portugais (° 1945).
  - Katherine Kerr, écrivaine et actrice américaine (° 20 avril 1937).
  - Pierre Lenhardt, théologien et religieux français (° 5 novembre 1927).
  - Sid Ramin, compositeur et arrangeur américain (° 22 janvier 1919).
  - Jacques Rougeau (père), catcheur canadien (° 27 mai 1930).
  - Bogusław Schaeffer, compositeur et musicologue polonais (° 6 juin 1929).
  - Tyler Skaggs, joueur de baseball américain (° 13 juillet 1991).
- 2020 : 
  - Jean Cabannes, juriste français (° 2 mars 1925).
  - Max Crook, musicien américain (° 2 novembre 1936).
  - Hugh Downs, acteur et producteur américain (° 14 février 1921).
  - Heinrich Fink, théologien est-Allemand puis allemand (° 31 mars 1935).
  - Georg Ratzinger, prêtre catholique et chef de chœur allemand et bavarois, frère aîné du pape Benoît XVI né Josef Ratzinger (° 15 janvier 1924)[11].
  - Everton Weekes, joueur de cricket barbadien (° 26 février 1925).
- 2021 : 
  - Louis Andriessen, compositeur néerlandais (° 6 juin 1939).
  - Micha Bayard, actrice française (° 20 novembre 1930).
  - Christian Bottollier, footballeur français (° 25 juillet 1928).
  - Joshua Culbreath, athlète de sprint américain (° 14 septembre 1932).
  - Iouri Dokhoïan, joueur et entraîneur d'échecs soviétique puis russe (° 26 octobre 1964).
  - Steve Kekana, chanteur et auteur-compositeur sud-africain (° 4 août 1958).
  - Eugénie Kiritchenko, historienne soviétique puis russe (° 5 janvier 1931).
  - Marcel Puget, joueur de rugby à XV français (° 28 septembre 1940).
  - The Patriot, catcheur américain (° 21 décembre 1961).
- 2022 :
  - Drissa Diakité, historien malien (° ?).
  - Irene Fargo, chanteuse, actrice et personnalité de la télévision italienne (° 1er novembre 1962).
  - Joe Hatton, basketteur portoricain (° 17 mai 1948).
  - Maurizio Pradeaux, réalisateur et scénariste italien (° 16 avril 1931).
  - Jacques Pérez, photographe humaniste tunisien (° 26 octobre 1932).
  - Luis Alberto Rodríguez López-Calleja, militaire, homme d'affaires et politique cubain (° 19 janvier 1960).
  - Reanna Solomon, haltérophile nauruane (° 16 décembre 1981).
  - Richard Taruskin, musicologue, historien de la musique et critique américain (° 2 avril 1945).
- 2023 :
  - Ahn Junghyo, écrivain et traducteur littéraire sud-coréen (° 2 décembre 1941).
  - Victoria Amelina, écrivaine ukrainienne (° 1er janvier 1986).
  - Christian Dalger, footballeur puis entraîneur français (° 18 décembre 1949).
  - Vincenzo D'Amico, footballeur italien (° 5 novembre 1954).
  - Dilano van 't Hoff, pilote automobile néerlandais (° 26 juillet 2004).
  - Bob Kerslake, haut-fonctionnaire britannique (° 28 février 1955).
  - Robert Lieberman, réalisateur, producteur et scénariste américain (° 16 juillet 1947).
  - Francisco Molina Ruiz, homme politique mexicain (° 15 septembre 1950).
  - Marie-Josée Neuville, chanteuse, comédienne et animatrice de radio et de télévision française (° 10 janvier 1938).
  - Lawrence Turman, producteur de cinéma américain (° 28 novembre 1926).
  - Serge Vieira, chef cuisinier étoilé français (° 4 avril 1977).
- 2024 :
  - Alain Gesgon, collectionneur français (° 28 octobre 1939).
  - Jeffrey Hopkins, tibétologue américain (° 30 septembre 1940).
  - Taras Hunczak, historien ukraino-américain (° 13 mars 1932).
  - Ismaïl Kadaré, écrivain albanais naturalisé français (° 28 janvier 1936).
  - André Legrand, juriste et universitaire français (° 23 juillet 1939).
  - Thérèse Marfaing, basketteuse française (° 25 juin 1932).
  - Éric Poujade, gymnaste français (° 8 août 1972).
  - Jack Rowell, entraîneur et manager de rugby à XV anglais (° 1er novembre 1936).
  - William Rubinstein, historien et auteur américain (° 12 août 1946).
  - Julien Terzics, musicien et activiste antifasciste français (° 28 novembre 1968).
  - Robert Towne, scénariste et réalisateur américain (° 23 novembre 1934).
  - Nino Vella, compositeur, pianiste, chanteur et producteur français (° 18 novembre 1992).
- 2025 :
  - Joxe Azurmendi, écrivain philosophe, essayiste et poète espagnol (° 19 mars 1941).
  - Florence Delay, écrivaine française, membre de l'Académie française (° 19 mars 1941).
  - Alex Delvecchio, hockeyeur sur glace canadien (° 4 décembre 1931).
  - Michel Evdokimov, théologien et prêtre orthodoxe français (° 19 septembre 1930).
  - Rinus Israël, footballeur néerlandais (° 19 mars 1942).
  - David Lipsey, journaliste et homme politique britannique (° 21 avril 1948).
  - Michael Loewe, boxeur et pilote automobile de rallyes roumain (° 13 février 1968).
  - Jimmy Swaggart, pasteur et prédicateur télévangéliste américain (° 15 mars 1935).

## Célébrations

### Nationales
- Botswana (Union africaine) : "Sir Seretse Khama Day" / fête de Seretse Khama commémorant la naissance du premier président du pays en 1921 ci-avant[12].
- Bulgarie (Union européenne) : "July Morning" / fête du lever du soleil de juillet célébrée par les hippies sur la mer Noire[13].
- Burundi (Union africaine) : fête nationale.
- Canada :
  - fête du Canada.
  - Québec : fête du déménagement ou plutôt un phénomène social, jour de l'année pendant lequel plus de 200 000 déménagements auraient lieu.
  - Terre-Neuve-et-Labrador : "Memorial day" / journée souvenir de l'anéantissement du 1st Newfoundland Regiment à la bataille de Beaumont-Hamel en 1916[14].
- Écosse (Europe) et ses diasporas en Argentine, Australie, Nouvelle-Zélande, aux Canada, États-Unis, Royaume-Uni et partout ailleurs dans le monde : fête du tartan.
- Hong Kong, Chine : "Hong Kong Special Administrative Region Establishment Day" / journée de l'établissement de la Région administrative spéciale de Hong Kong commémorant le transfert de la souveraineté britannique sur Hong-Kong à la Chine en 1997, voire les événements de 2019 ci-avant[15].
- Madère (Portugal, Union européenne à zone euro) : dia da Madeira (pt) / fête de Madère célébrant son autonomie vis-à-vis du Portugal en 1976.
- Rwanda (Union africaine) : fête nationale.
- Somalie (Union africaine) : fête nationale ou Somali Independence Day, journée de l'indépendance somalienne célébrant son indépendance vis-à-vis de l'Italie en 1960[16].
- Suriname : Ketikoti ou fête de l'abolition de l'esclavage.
- Îles Vierges britanniques : fête du territoire[17].

### Religieuse
Chrétienne : fête du très précieux sang de Notre Seigneur Jésus-Christ.

### Saints des Églises chrétiennes

#### Saints des Églises catholiques et orthodoxes
Référencés ci-après in fine :
- Calais († vers 545), moine de l'Abbaye Saint-Mesmin de Micy près d'Orléans, fondateur et premier abbé d'Anisole dans le Maine français.
- Chenouté († v. 450), moine.
- Cybard († 581) -ou Éparque ou Eparchius-, prêtre, thaumaturge et reclus à Angoulême.
- Domitien († 440), abbé, fondateur d'un monastère à Saint-Rambert de Joux au diocèse de Belley en Bugey.
- Fleuret (VIIe siècle), évêque.
- Goulven de Léon (VIe siècle), évêque.
- Lunaire de Bretagne (IVe siècle), évêque.
- Reine de Denain (VIIIe siècle), noble veuve et fondatrice de monastère.
- Rombaut de Malines († 775), évêque - date de sa fête en Belgique. Fêté le 24 juin.
- Servan de Culross ou Servan, évêque-abbé de Culross en Écosse au Royaume-Uni (VIe siècle).
- Siviard († 687), moine - fêté aussi le 1er mars.
- Thierry († 533) -ou Theodoricus-, abbé du Mont d'Or près de Reims en Champagne.

#### Saints et bienheureux des Églises catholiques
référencés ci-après :
- Aaron († -1471 avant notre ère), personnage biblique de l'Ancien Testament, prophète, frère de Moïse.
- Antonio Rosmini († 1855), bienheureux prêtre, fondateur de l'institut de la Charité (les rosminiens), et un penseur, pionnier du concept de justice sociale, et figure  du catholicisme libéral italien.
- Assunta Marchetti († 1948) bienheureuse religieuse italienne, missionnaire au Brésil et cofondatrice des sœurs missionnaires de saint Charles Borromée.
- Georges Beesley et Montford Scott († 1591), bienheureux prêtres anglais et martyrs.
- Ignace Falzon († 1865), bienheureux catéchiste laïc maltais.
- Jean-Baptiste Duverneuil († 1794), bienheureuux carme déporté aux pontons de Rochefort sous la révolution française et mort martyr.
- Jean-Népomucène Chrzan († 1942), bienheureux prêtre polonais martyr.
- Justin Orona et Atila Cruz († 1928), prêtres et martyrs mexicain.
- Luis Obdulio Arroyo Navarro († 1981), bienheureux laïc guatémaltèque martyr.
- Nicaise de Sicile († 1187), martyr de l'Ordre de Saint-Jean de Jérusalem.
- Pierre-Yrieix Labrouhe († 1794), bienheureux prêtre français martyr.
- Thomas Maxfield († 1616), bienheureux prêtre anglais martyr.
- Tullio Maruzzo († 1981), bienheureux italien franciscain, missionnaire au Guatemala, martyr.
- Olivier Plunket († 1681), archevêque et primat d'Irlande, martyr (cf. 12 juillet).
- Zhang Huailu († 1900), bienheureux laïc chinois martyr.

#### Saints orthodoxes?
Outre les saints œcuméniques voire pré-schismatiques ci-avant, aux dates parfois "juliennes" / orientales ... 

### Prénoms du jour
Bonne fête aux Thierry , ainsi qu'aux Thiery, Théodoric, Dietrich, Dieter, Théodore, Yorre, Thierri, Theudric, Tiure, Thiaure (voire Yuri, Georges (cf. 23 avril), Théodora, Dora et leurs variantes, Terry ? Ter(r)ence, Térence, Teri, Téri ? Avec le surnom familier Titi (plutôt que Ted et Teddy, diminutifs anglophones d'Edward, Édouard quant à eux, voir 5 janvier).
Et aussi aux :
- Aaron ,
- Esther  et ses variantes : Astarté, Ester, Esterina et Esthère.
- Aux Goulven et ses variantes bretonnes masculines : Golven, Gonvel, Gonven, Goulien, Goulven, Goulwen, Goven ; et féminines : Goulvena, Goulvenez, Goulwena, Goulwenez.
- Aux Olivier et sa variante Oliver (voir le 12 juillet, et la sainte-Olivia à part).
- Aux Servan  et ses formes féminines : Servane et Servanne.

## Traditions et superstitions
En France par exemple, à l'instar du 1er janvier en particulier pour l'année civile et l'hiver, six mois plus tôt comme plus tard jour pour jour(s), le 1er juillet est souvent une date administrative de revalorisations semestrielles diverses, voire de dévalorisations, e.g. : 
- hausses du S.M.I.C.,
- des allocations chômage,
- du R.S.A. et d'autres aides et minima sociaux,
- des pensions de retraites,
- mais aussi des tarifs d'électricité, de gaz,
- d'intérêts bancaires, etc., pour la fin de l'année scolaire et l'été.

### Dictons
- « À la Saint-Thierry, aux champs jour et nuit. » [20] (pleine période des moissons, dans l'hémisphère nord, d'où par exemple le mois de messidor ci-avant in limine des révolutionnaires français de 1789 sqq)
- « Pluie que Saint-Calais amène, durera au moins six semaines. »[21]
- « S’il pleut à la Saint-Calais, il pleut quarante jours après. »[21]

### Astrologie
Signe du zodiaque : 10e jour du signe astrologique du cancer.

### Toponymie
Les noms de plusieurs places, voies, sites ou édifices de pays ou régions francophones contiennent cette date sous diverses graphies : voir Premier-Juillet .